# Le Chasseur français
Pour les articles homonymes, voir Le Chasseur français (Vian).
Le Chasseur français est un magazine mensuel français essentiellement tourné vers la chasse, la pêche, le bricolage, appartenant à Reworld Media. Il est aussi connu pour ses annonces matrimoniales.

## Historique
Fondé en 1885 par l'entreprise française Manufrance, le magazine est ensuite passé sous contrôle de plusieurs groupes financiers successifs de 1981 à 1990, avant d'être racheté par Emap en association avec Bayard Presse. En 1995, il est intégré dans la structure Media Nature (Emap/Bayard).
En juin 2001, Emap est devenu l'unique actionnaire du magazine en rachetant pour 26,7 millions d'euros (175,2 millions de francs français) la participation de Bayard dans leur filiale commune Media Nature avec l'ensemble de ses titres.
Il fait partie du pôle « nature » du groupe Mondadori France/Emap France, qui regroupe également les magazines Grand Gibier, L'Ami des jardins et de la maison, La Revue nationale de la chasse, La Pêche & les poissons et Pêche mouche.
Ses annonces matrimoniales paraissent à partir de 1895. Après une coupure, elles reprennent en 1919, la Première Guerre mondiale ayant provoqué un grand nombre de décès masculins. Elles seraient à l'origine d'environ 100 000 mariages. En 2012, un site de rencontres visant un public rural est lancé par le groupe Mondadori France, propriétaire du magazine.
En 2000, sa diffusion en France était de 535 441 exemplaires (Thierry Massé en était alors le directeur délégué). Avec une diffusion totale de 450 379 exemplaires en 2007, c'est le cinquième mensuel français en termes de diffusion. 
En juin 2014, la rédaction du Chasseur français lance son site web, entièrement basé sur des contenus vidéos.
En 2018-2019, il est classé quinzième des mensuels et quarante-troisième, tous magazines confondus, diffusé en France. Tancrède de La Morinerie en est le rédacteur en chef.

## Diffusion
| Année | Tirage  | Diffusion payée | Diffusion totale |
| ----- | ------- | --------------- | ---------------- |
| 2024  |         | 173 733         | 175 590          |
| 2023  |         | 184 574         | 186 595          |
| 2022  |         | 193 321         | 196 293          |
| 2021  |         | 201 786         | 204 752          |
| 2020  |         | 205 217         | 207 371          |
| 2019  |         |                 |                  |
| 2018  | 265 457 | 228 010         | 229 439          |
| 2017  | 285 986 | 241 448         | 242 932          |
| 2016  | 309 654 | 256 736         | 258 963          |
| 2015  | 317 346 | 266 660         | 268 764          |
| 2014  | 338 405 | 279 643         | 282 089          |
| 2013  | 356 043 | 296 029         | 299 351          |
| 2012  | 366 722 | 305 142         | 308 509          |
| 2011  | 374 162 | 312 705         | 315 802          |
| 2007  |         |                 | 450 379          |
| 2000  |         |                 | 535 441          |